# ColdFusion
ColdFusion — сервер застосунків і інтерпретована скриптова мова програмування, створені для генерації HTML на вебсервері і роботи з базами даних. Призначені для веброзробників, дає можливість створювати динамічні сайти і інтернет-застосунки.
Початково мова була створена JJ Allaire і його братом Jeremy Allaire, але зараз продуктом володіє Adobe.
ColdFusion 1.0 був випущений в червні 1995 корпорацією Allaire. Мова була названа DBML (від англ. DataBase Markup Language — мова розмітки баз даних) і пізніше була перейменована в CFML (від англ. ColdFusion Markup Language — «мова розмітки ColdFusion»). Починаючи з версії 1.5, ColdFusion містив сумісність з C++, дозволяючи користувачам розробляти доповнення до мови. Роками пізніше це послужило основою для створення ColdFusion Extension (CFX) Tags, нинішнього методу для доповнення мови.
Тим часом, Allaire розпочала роботу по зміні ядра ColdFusion за допомогою Java («Neo»). Це повинно було забезпечити багатоплатформність.
16 січня 2001 Allaire заявила, що зливається з Macromedia. Після злиття була випущена версія ColdFusion 5.0. У червні 2002 Macromedia випустила Macromedia ColdFusion MX, назвавши версію за аналогією з лінійкою інших продуктів. ColdFusion MX була повністю переписана і заснована на Java 2 Enterprise Edition (J2EE). У ColdFusion MX також була вбудована хороша підтримка Macromedia Flash (через Macromedia Flash Remoting MX).

## Поточна версія
Поточна версія програми Adobe ColdFusion 2018 - 12 липня 2018 (2018 Release) (2018.0.0.310739)

## Інші версії
Adobe ColdFusion 2016 - 16 лютого 2016 (2016 release) (build 2016,0,0,297996)
Adobe ColdFusion 11 - 29 квітня 2014 (build 11,0,0,289822)
Adobe ColdFusion 10 - 15 травня 2012 (build 10,0,0,282462)
Adobe ColdFusion 9 - 5 жовтня 2009 (build 9,0,0,251028)
Версія програми Adobe ColdFusion 9 супроводжується середовищем для розробки ColdFusion Builder, заснованої на Eclipse і призначеної для створення застосунків ColdFusion.
Одна з особливостей ColdFusion 9 — включення технології Adobe AIR, завдяки чому можна зручно управляти серверами ColdFusion, синхронізувати бази даних, які розташовані на локальному сервері і в інтернеті. Також варто відзначити глибшу інтеграцію з Hibernate ORM.
ColdFusion 9 продавалась в двох варіантах: Enterprise Edition ($7499) і Standard Edition ($1299). Перша версія призначена для розробки великого числа сайтів і застосунків на кількох серверах. 
Є безкоштовна версія — Developer Edition.